# Kyū
Kyū (级) és un mot japonès utilitzat tant en les arts marcials japoneses com en altres pràctiques tradicionals japoneses com són l'ikebana, el joc del go o la cerimònia del te per designar les diferents etapes en la progressió d'un debutant abans de l'obtenció del grau de dan.
Al contrari del sistema de graus dan, que és perfectament equiparable en totes les activitats on s'aplica, el sistema de graus kyu varia considerablement d'una activitat a una altra.
En totes les disciplines els kyu s'atorguen en ordre descendent, fins al primer kyu (shokyū, 初级), darrera etapa abans de poder accedir al grau de primer dan (Shodan, 初段), però el nombre de graus varia. Així doncs mentre que els practicants del govern han de passar més de trenta nivells kyu, per als practicants d'arts marcials es tenen en compte tradicionalment sis.
En gairebé tots els casos el pas d'un grau kyu a un altre es realitza sota l'única responsabilitat del sensei sense mediació de cap entitat o organisme superior com en el cas de l'atorgament dels graus donen
Els budō més tradicionals, a més del sistema kyu i dan, tenen una jerarquització de responsabilitats: oku iri, moguroku, gogmoguroku, etc. fins menkyo kaiden (gran Mestre), o d'ensenyament: versió anterior, shihan, Kyoshi, renshi, etc. Tot i així totes comencen pels kyu.
En aikido, alguns mestres relacionen l'obtenció del hakama a un cert grau kyu particular, en general el 3r, 2n o 1r kyu. No obstant això no hi ha cap regla escrita quedant la concessió del hakama a discreció de cada mestre.